# Olympia (Washington)
 For alternative betydninger, se Olympia. (Se også artikler, som begynder med Olympia)
Olympia er hovedstad i den amerikanske delstat Washington. Byen har 55.605(2020) indbyggere og er administrativt centrum i det amerikanske county Thurston County.